# Гунтрам Веспер
Гунтрам Веспер (на немски: Guntram Vesper) е германски писател, автор на стихотворения, романи, разкази, есета и радиопиеси.

## Биография
Гунтрам Веспер е роден през военната 1941 г. във Фробург, малък град в района на Лайпциг. Баща му е селски лекар, а сред предците му има миньори, ковачи и ветеринари.
От 1947 до 1955 г. Веспер учи във Фроберг, а от 1955 да 1957 г. - в гимназията на Гайтхайн.
Първите си писателски опити с поезия прави още в началните класове, следва първият разказ през 1952/53 г. За размирните събития в Берлин от 17 юни 1953 г. и за Унгарското въстание от 1956 г. Веспер написва политически стихотворения.
През есента на 1957 г. семейството бяга от Фробург и през Западен Берлин отива във Федералната република.
На своя глава Веспер си намира работа в едно селско стопанство, а после си изкарва прехраната по строежи в района на Хесен.
Продължава да пише поезия и проза и си кореспондира с редица немскоезични писатели като Арнолд Цвайг, Петер Хухел, Арно Шмит, Енценсбергер, Кунерт и Бобровски.
През 1963 г. полага матура и за кратко следва германистика и история в Гисен. Още в края на същата година сменя мястото и учебните предмети – отива в Гьотинген и слуша лекции по медицина и преди всичко по хуманитарни науки: „социална история на индустриализацията“ и „история на революциите и войните в края на 18-и и през 19 век“.
След първите си публикувани книги, продукции на радиопиеси и статии за медиите Веспер решава да заживее като писател на свободна практика.
От 1965 до 1986 г. е член на Съюза на немските писатели. От 1972 г. се числи към ПЕН клуба на Германия, от 1985 г. е член на Немската академия за език и литература в Дармщат, от 1990 г. – на Академията на науките и литературите  в Майнц, а след 1992 г. е съосновател на Свободната академия на изкуствата в Лайпциг.
Гунтрам Веспер живее в Гьотинген.

## Награди и отличия (подбор)
- 1968: Kurt-Magnus-Preis
- 1971: Preis Junge Dichtung Niedersachsen
- 1978: Villa-Massimo-Stipendium
- 1980: „Награда Николас Борн“
- 1983/1984: Stipendium Künstlerhof Schreyahn
- 1984: Förderpreis für Literatur der Berliner Akademie der Künste
- 1984: Märkisches Stipendium für Literatur
- 1985: Niedersachsenpreis
- 1985: „Награда Петер Хухел“ за поезия
- 1987: Prix Italia
- 1993: Stipendium Künstlerhaus Edenkoben
- 1997: Dresdner Stadtschreiber
- 1999: Stipendium Künstlerhof Schreyahn
- 2000/01: Stipendium Internationales Künstlerhaus Villa Concordia
- 2006: Dr. Manfred Jahrmarkt-Ehrengabe der Deutschen Schillerstiftung
- 2016: „Награда на Лайпцигския панаир на книгата“
- 2017: Erich-Loest-Preis für Frohburg